# Neuilly-le-Bisson
Neuilly-le-Bisson ist eine französische Gemeinde im Département Orne in der Normandie. Sie gehört zum Arrondissement Alençon und zum Kanton Écouves.

## Lage
Die Gemeinde Neuilly-le-Bisson liegt im Regionalen Naturpark Normandie-Maine an der Vézone, zehn Kilometer nordöstlich von Alençon. Nachbargemeinden von Neuilly-le-Bisson sind Bursard und Essay im Norden, Les Ventes-de-Bourse im Osten, Le Ménil-Broût im Südosten, Hauterive im Süden, Ménil-Erreux im Westen sowie Saint-Gervais-du-Perron im Nordwesten.

## Bevölkerungsentwicklung
| Jahr                       | 1962 | 1968 | 1975 | 1982 | 1990 | 1999 | 2011 | 2021 |
| -------------------------- | ---- | ---- | ---- | ---- | ---- | ---- | ---- | ---- |
| Einwohner                  | 138  | 130  | 136  | 118  | 151  | 174  | 291  | 284  |
| Quellen: Cassini und INSEE |      |      |      |      |      |      |      |      |

## Sehenswürdigkeiten

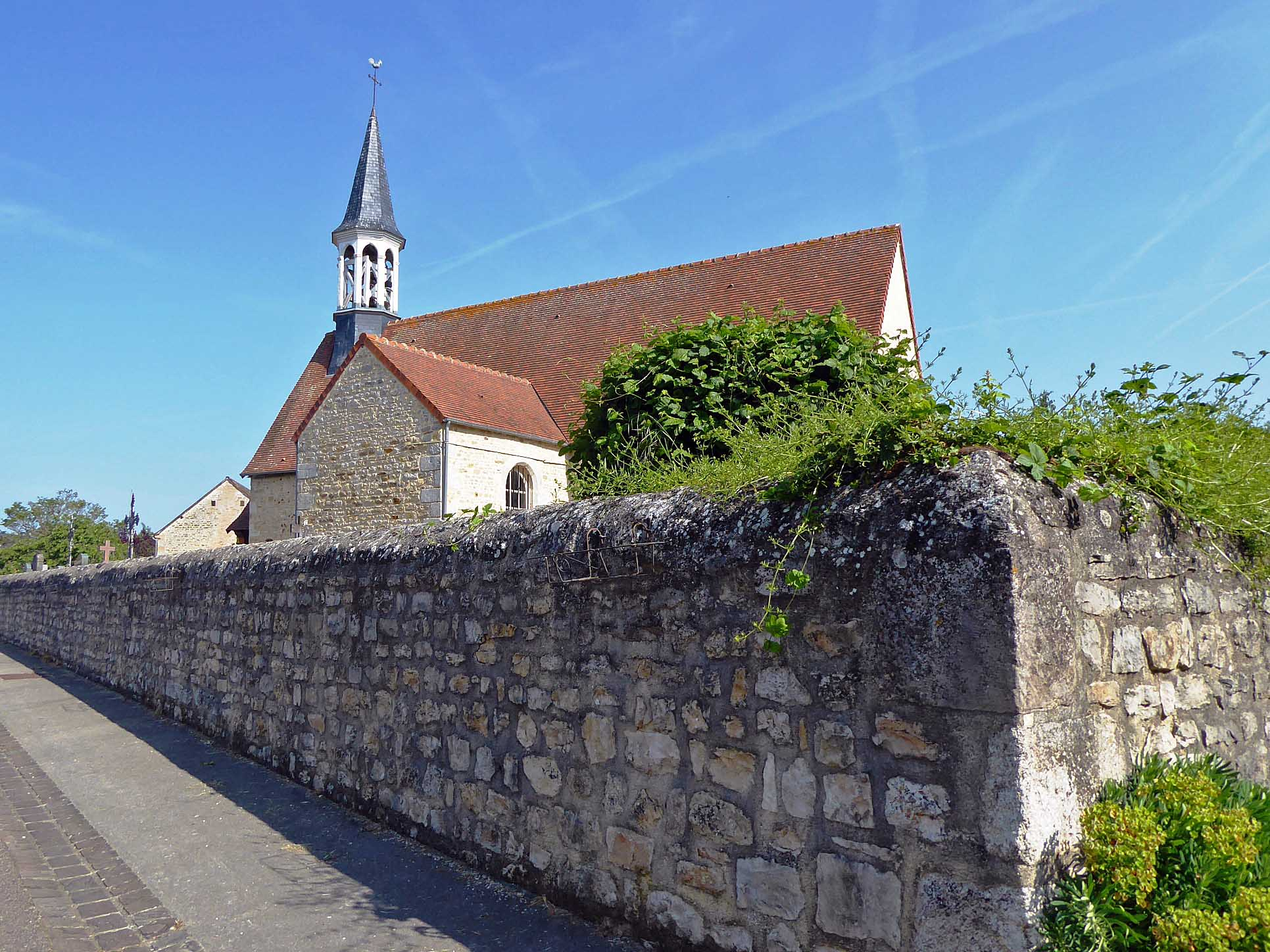
Kirche Saint-Pierre-et-Saint-Paul

- Kirche Saint-Pierre-et-Saint-Paul